# حصر
الحَصْر يعبر عن إيراد الشيء على عدد معين. وهو إما عقلي — وهو الذي يكون دائرا بين النفي والإثبات، ومنه الاحتمال العقلي فضلا عن الوجودي، كقولنا: الدلالة إما لفظي وإما غير لفظي. وإما استقرائي — وهو الذي لا يكون دائرا بين النفي والإثبات، بل يحصل بالاستقراء والتتبع، ولا يضره الاحتمال العقلي، بل يضره الوقوعي، كقولنا: الدلالة اللفظية إما وضعية وإما طبعية. 

## تقسيم
الحصر على ثلاثة أقسام: 
- حصر عقلي، كالعدد للزوجية والفردية.
- حصر وقوعي، كحصر الكلمة في ثلاثة أقسام.
- حصر جعلي، كحصر الرسالة على مقدمة وثلاث مقالات وخاتمة.

## أقسام أخرى
- حصر الكل في أجزائه هو الذي لا يصح إطلاق اسم الكل على أجزائه، مثل حصر الرسالة على الأشياء الخمسة، لأنه لا تطلق الرسالة على كل واحد من الخمسة.
- حصر الكلي في جزئياته هو الذي يصح إطلاق اسم الكلي على كل واحد من جزئياته، كحصر المقدمة على ماهية المنطق، وبيان الحاجة إليه، وموضوعه.[1]